# Miłosz Kotarbiński

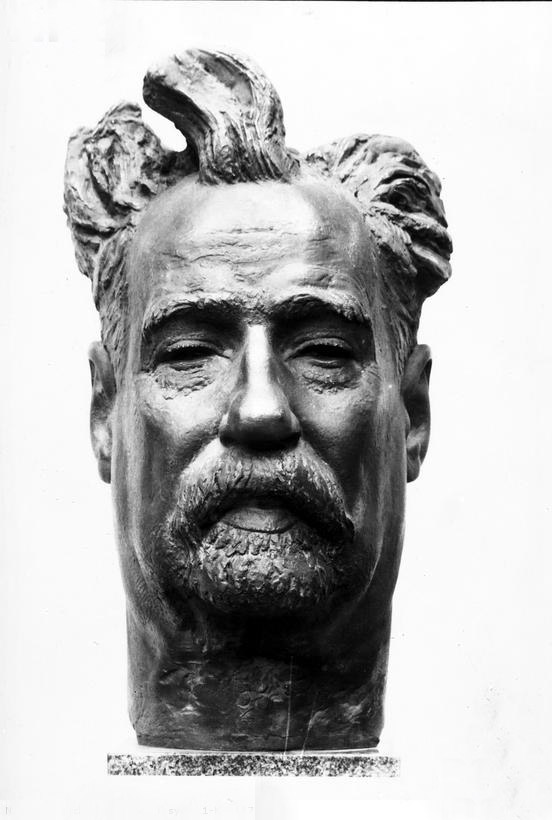
Kotarbiński-Büste von Alfons Karny

Miłosz Kotarbiński (* 25. Januar 1854 in Czemierniki, Powiat Lubartowski; † Oktober 1944 in Grodzisk Mazowiecki) war ein polnischer Maler, Literaturkritiker, Dichter, Komponist und Hochschullehrer. Er hatte vier Söhne, darunter den bedeutenden Philosophen Tadeusz Kotarbiński. Seine Frau war die Pianistin Ewa Koskowska.

## Leben
Kotarbiński studierte in Warschau unter Wojciech Gerson und ab 1875 an der Kunstakademie in St. Petersburg unter Mikhail Konstantinovich Clodt. Die Akademie schloss er 1882 mit Auszeichnung (Künstler 1. Klasse) ab. Danach reiste er nach Rom.
Nach seiner Rückkehr nach Warschau 1883 arbeitete er als Lehrer an der Warschauer Mal- und Zeichenschule; seine Schüler waren hier unter anderen Hanna Rudzka-Cybisowa und Edward Kokoszko. In den Jahren von 1887 bis 1891 war er künstlerischer Leiter der Zeitschrift „Tygodnik Ilustrowane“. 1892 gründete er eine private Mal- und Zeichenschule für Frauen. Diese Schule wurde auch von Mela Muter besucht. 1905 wurde er zum Professor an der Warschauer Kunstakademie ernannt, ab 1923 war er deren Leiter. Im Mai 1909 war er Mitglied der Jury für das Chopin-Denkmal in Warschau. Er schuf die Unabhängigkeits-Medaille (polnisch: „Medal Niepodległości“) sowie das Unabhängigkeitskreuz (polnisch: „Krzyż Niepodległości“), die mit Dekret des polnischen Präsidenten vom 7. November 1930 genehmigt wurden. Zeitweilig lebte er in Chrzęsne im Powiat Wołomiński.
Anfangs malte Kotarbiński vorwiegend historische Bilder, später Landschaften, manchmal auch religiöse Szenen oder fantastische Motive. Seine frühen Werke zeigen einen deutlichen Einfluss von Jan Matejko. Bilder von ihm befinden sich in russischen Museen und in Zagreb.